# Тичаут, Кристина
Кристина Тичаут (англ. Kristina Teachout; род. 13 сентября 2005, Палм-Бей, Флорида) — американская тхэквондистка. Бронзовый призёр летних Олимпийских игр 2024 года, бронзовый призёр Панамериканских игр 2023 года. Участница летних Олимпийских игр 2024 года.

## Биография
Кристина Тичаут родилась 13 сентября 2005 года в Палм-Бей, штат Флорида.

## Карьера
Тичаут дебютировала на международной арене за сборную Соединенных Штатов в ноябре 2022 года в полусреднем весе среди женщин на чемпионате мира по тхэквондо, который проходил в Гвадалахаре. На этом турнире ей удалось выиграть одну встречу, но уступить во втором раунде Рут Гбагби.
В июне 2023 года Кристина выступала в полусреднем весе среди женщин на чемпионате мира проходившем в Баку. В третьем раунде уступила норвежке Мари Нильсен.
В октябре 2023 года участвовала в Панамериканских играх 2023 года и завоевала бронзовую медаль в весовой категории до 67 кг.
В январе 2024 года приняла участие в олимпийском квалификационном турнире, где одолела олимпийскую чемпионку Анастасию Золотич и квалифицировалась на Игры в Париж.
На летних Олимпийских играх 2024 года в Париже, в весовой категории до 67 кг стала обладательницей бронзовой медали. В схватке за третье место одолела соперницу из Китая Сон Чжи.